# Campeonato Sul-Americano de Rugby de 2010 - Divisão B
O Campeonato Sul-Americano de Rugby de 2010 - Divisão B foi a XI edição deste torneio realizada em Medellín Colômbia, com a participação da Colômbia, Peru, Venezuela e Costa Rica. O vencedor foi o Peru.

## Jogos
| 24 de Outubro de 2010 |        |            |          |
| Colômbia              | 61 – 6 | Costa Rica | Medellin |
|                       |        |            | Medellin |

| 25 de Outubro de 2010 |        |           |          |
| Peru                  | 13 – 8 | Venezuela | Medellin |
|                       |        |           | Medellin |

| 27 de Outubro de 2010 |        |            |          |
| Venezuela             | 29 – 6 | Costa Rica | Medellin |
|                       |        |            | Medellin |

| 27 de Outubro de 2010 |        |      |          |
| Colômbia              | 7 – 21 | Peru | Medellin |
|                       |        |      | Medellin |

| 30 de Outubro de 2010 |        |            |          |
| Peru                  | 61 – 5 | Costa Rica | Medellin |
|                       |        |            | Medellin |

| 30 de Outubro de 2010 |         |           |          |
| Colômbia              | 26 – 28 | Venezuela | Medellin |
|                       |         |           | Medellin |

~

### Classificação
| Seleção    | Vitórias | Empates | Derrotas | Pontos a favor | Pontos contra | Pontos +/- | Pontos |
| ---------- | -------- | ------- | -------- | -------------- | ------------- | ---------- | ------ |
| Peru       | 3        | 0       | 0        | 95             | 20            | +75        | 9      |
| Venezuela  | 2        | 0       | 1        | 65             | 45            | +20        | 6      |
| Colômbia   | 1        | 0       | 2        | 94             | 55            | +39        | 3      |
| Costa Rica | 0        | 0       | 3        | 17             | 151           | -134       | 0      |

Pontuação: Vitória = 3, Empate = 2, Derrota = 0 

## Campeão Divisão B
| Campeonato Sul-Americano de Rugby 2010 Divisão B |
| ------------------------------------------------ |
| Peru Campeão (1º título)                         |